# Lithocarpus craibianus
Lithocarpus craibianus är en bokväxtart som beskrevs av Euphemia Cowan Barnett. Lithocarpus craibianus ingår i släktet Lithocarpus och familjen bokväxter. Inga underarter finns listade.